# Starstone Insurance
Die Starstone Insurance Holdings Limited (ehemals Torus Insurance) ist ein Versicherungskonzern mit Hauptsitz in Hamilton und London. Die Gesellschaft wurde als Versicherungsunternehmen für technische Versicherungen von der First Reserve Corporation, einem im Energiesektor tätigen US-amerikanischen Beteiligungsunternehmen gegründet. Hierzu wurden zunächst 720 Mio. US-$ eingebracht. 2010 wurde das Kapital durch weitere Einlagen auf über 1 Mrd. US-$ erhöht.
In den Jahren 2008 bis 2011 wurden (Teil-)Bestände und Personal anderer internationaler Erst- und Rückversicherungsgesellschaften übernommen, u. a. von CV Starr und der Glacier Insurance AG. Zusätzlich trat die Torus durch Übernahme der Risiken und Bestände weiterer Gesellschaften zwei Lloyds-Syndikaten bei. Das Unternehmen ist direkt bzw. über Tochtergesellschaften an 16 Standorten weltweit vertreten (neben USA und Europa auch in São Paulo und Gurugram).
Der Sitz der deutschen Niederlassung befand sich in Köln. Inzwischen wird das Geschäft durch die Enstar (Charlotte Chapman) in London abgewickelt.
Das Versicherungsgeschäft wird über einzelne Gesellschaften und unabhängige Zeichnungsstellen betrieben, wobei nach Regionen bzw. Risiken differenziert wird:

## Tochtergesellschaften
- StarStone Insurance Bermuda Limited(Rückversicherung)
- StarStone Insurance Europe AG
- StarStone Insurance SE
- StarStone Specialty Insurance Company(Spezialversicherer in USA und Brasilien)
- StarStone National Insurance Company (Erstversicherung in USA)
- Starstone Corporate Capital Limited (Mitglied Lloyd’s Syndikat)
- StarStone Underwriting Limited (Mitglied Lloyd’s Syndikat)
- StarStone Insurance Services Limited
- VANDER HAEGHEN & C° S.A. Brüssel, Belgien (Versicherungsvermittler)
- Arena N.V. Brüssel, Belgien (Versicherungsvermittler)
- StarStone US Intermediaries, Inc. eine Zeichnungsstelle für Lloyd’s of London